# Biesnitz
Biesnitz ist ein überwiegend durch Ein- und Mehrfamilienhäuser geprägter Stadtteil von Görlitz und erstreckt sich heute zwischen dem Fuße der Landeskrone in nordöstlicher Richtung nach der Südstadt, sowie in nördlicher Richtung nach dem Stadtteil Rauschwalde. Durch die Hauptverkehrsader, die Promenadenstraße, gelangt man in die kleinen verwinkelten Straßenzüge, die meist nach berühmten deutschen Persönlichkeiten wie Johann Sebastian Bach oder den Geschwistern Scholl benannt worden sind.
Der Promenade entlang wachsen mächtige Bäume und runden so das friedliche Erscheinungsbild ab. Zwischen all dem Grün stehen Ein- bzw. Mehrfamilienhäuser.

## Geschichte
Die erste Erwähnung Biesnitz’ war zu 1015 zusammen mit der Landeskrone in der Chronik des Thietmar von Merseburg. In dieser Schrift wurde es als „Businc“ bezeichnet, welches sich wahrscheinlich aus den damals hier ansässigen slawischen Besunzane ableitete. In der Chronik ist die Gefangennahme von mehr als 1000 Menschen und die Eroberung der großen Burg Businc durch Fürst Ullrich dokumentiert.
Die ersten urkundlichen Erwähnungen finden sich im Jahr 1315  als Bisent, Bisencz, Bysenth, Besint und Besenicz im 1303 verliehenen Stadtbuch von Görlitz.
Im Laufe der Zeit wurde das Erscheinungsbild stark verändert. Von der ursprünglichen Bausubstanz der Zwei- und Dreiseitgehöfte blieb nur wenig erhalten. Um die Jahrhundertwende des 19. zum 20. Jahrhunderts entstanden viele Klinkergebäude. Seit 1897 ist Biesnitz an das Straßenbahnnetz der Stadt Görlitz angeschlossen.
Biesnitz war in die beiden Gemeinden Klein Biesnitz und Groß Biesnitz aufgeteilt. Beide Gemeinden wurden am 1. Oktober 1951 in die Stadt Görlitz eingemeindet und bilden seitdem einen Görlitzer Stadtteil.
In der DDR-Zeit entstanden am Fuße der Landeskrone ein Alten- und ein Kinderheim sowie ein Diakonissenmutterhaus.
In den 1990er und 2000er Jahren erfuhr Biesnitz eine beschleunigte bauliche Verdichtung, insbesondere im Areal zwischen Grenzweg und Promenadenstraße. In der Folge stieg die Nachfrage nach verfügbarem bzw. zu erschließendem Bauland. Der Stadtteil ist heute durch Ein- und Mehrfamilienhäuser geprägt.

## Sehenswürdigkeiten
Die Landeskrone ist das Wahrzeichen der Stadt Görlitz. Sie ist weder anspruchsvoll zu besteigen noch überdurchschnittlich hoch; allerdings ist der Ausblick über die Stadt von ihrem Turm aus jeden Aufstieg wert. Auf dem Gipfel befindet sich das Burghotel mit Panoramablick. Wer den Aufstieg dennoch zu beschwerlich findet, der kann auf den Landeskronen-Express zurückgreifen, der von der Endhaltestelle der Straßenbahnlinie 2 auf die Landeskrone fährt.
Die wenigen erhaltenen Altbauten bieten dem Besucher architektonische Vielfalt – Fachwerkobergeschosse, eine hölzerne Oberlaube und Reste von Umgebindehäusern. In Richtung Weinhübel sieht man den Oberhof, einen Vierseithof mit Turm am Herrenhaus stehen. Zur Zeit der DDR gehörte dieser zum Volkseigenen Gut Kunnerwitz.

## Verkehr

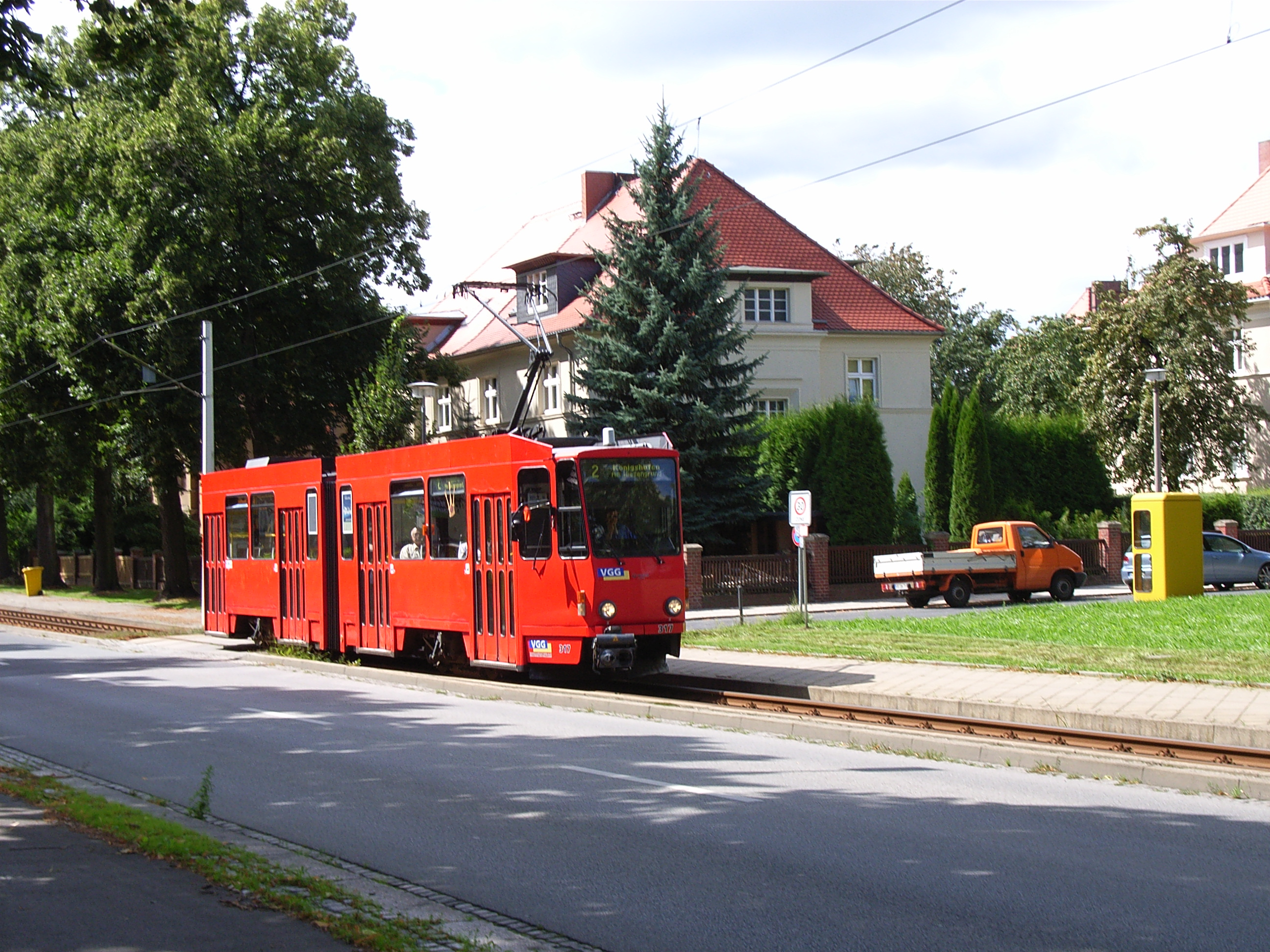
Straßenbahn der Linie 2 an der Biesnitzer Straße in Richtung Innenstadt

Biesnitz ist an das Verkehrsnetz der Görlitzer Verkehrsbetriebe angeschlossen:
- Straßenbahnlinie 2 bis Königshufen/Am Wiesengrund
- Stadtbuslinie F bis Weinhübel über Kunnerwitz
- Stadtbuslinie N bis Rauschwalde/Diesterwegplatz (Nachtverkehr zwischen 19 und 0 Uhr)